# Derovatellus kamerunensis
Derovatellus kamerunensis är en skalbaggsart som beskrevs av Olof Biström 1979. Derovatellus kamerunensis ingår i släktet Derovatellus och familjen dykare. Inga underarter finns listade i Catalogue of Life.